# Square La Fontaine
Le square La Fontaine est une voie du 16e arrondissement de Paris, en France.

## Situation et accès
Le square La Fontaine est une voie privée située dans le 16e arrondissement de Paris. Il débute au 33, rue Jean-de-La-Fontaine et se termine en impasse.

## Origine du nom

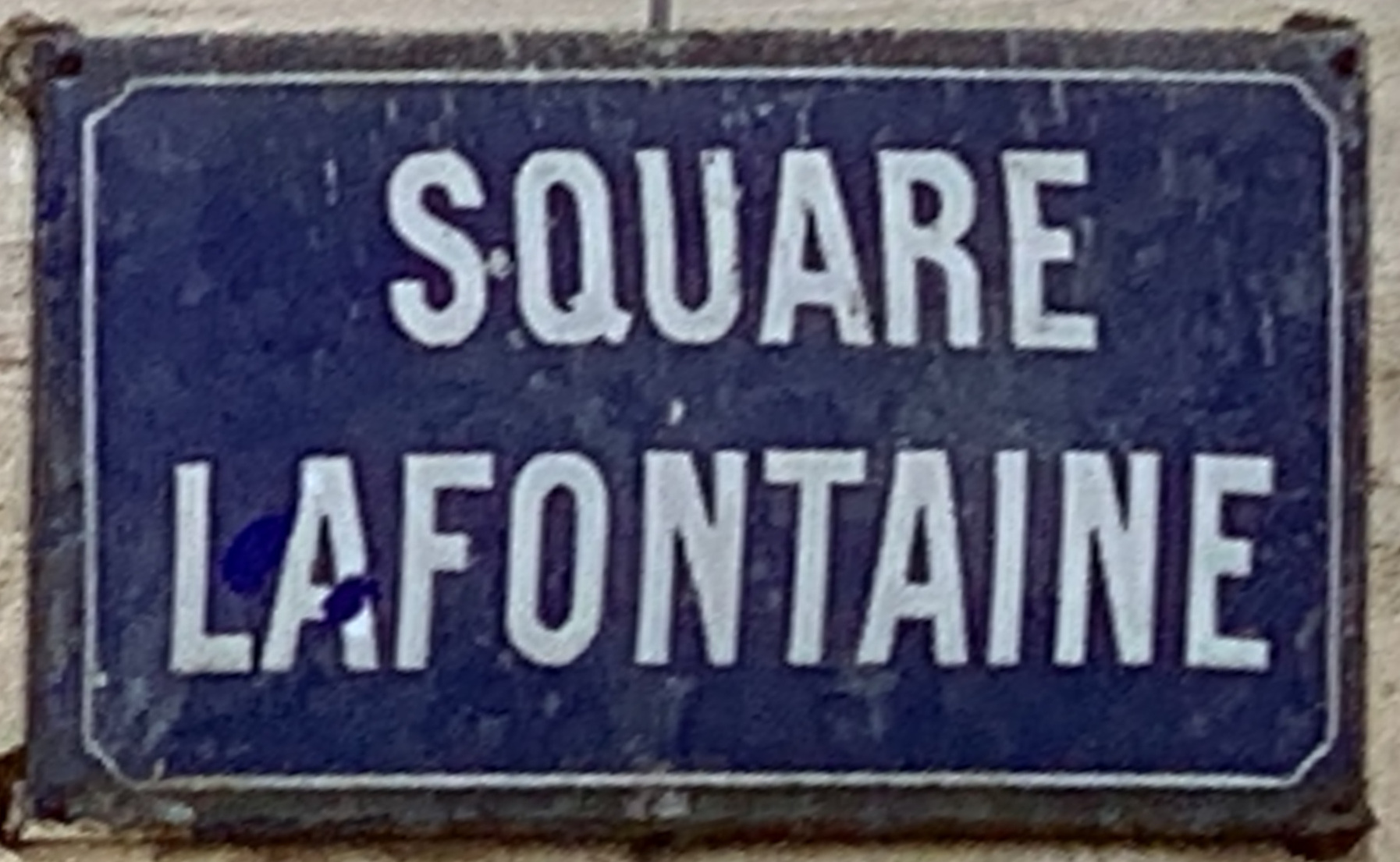
Plaque du square.

Il porte ce nom en raison du voisinage de la rue Jean-de-La-Fontaine.

## Historique
Cette voie est ouverte sous sa dénomination actuelle en 1926. Elle comporte cinq immeubles contigus (aux 1, 3, 6, 4 et 2) qu'on doit aux architectes Henri Preslier et Germain Dorel qui sont mentionnés au no 33 à gauche et à droite ainsi qu'au no 6. C'est vraisemblablement dans cet ensemble qu'a été installée, en 1927, par les architectes, une salle de bains en Lap, photographiée dans une brochure de 2014 à l'occasion d'une exposition à La Maison des Arts d'Antony. Voir, des mêmes, le no 47 de la rue, et, de Preslier, le no 84.